# Hispaniolaparakit
Hispaniolaparakit (Psittacara chloropterus), tidigare i släktet Aratinga, är en fågel i familjen västpapegojor inom ordningen papegojfåglar.

## Utseende och läte
Hispaniolaparakiten är en 30–33 cm lång övervägande grön papegojfågel med rött på vingknogen och undre vingtäckarna. Runt ögat syns en vitaktig ring med bar hud och ibland vissa inslag av rött även på huvudet. Den är vifare gröngul på undersidan av vingpennor och stjärt. Liknande olivbröstad parakit är mindre och inte lika lysande grön. Den saknar även helt rött i fjäderdräkten. I flykten och från sittande fågel hörs olika skriande läten, mörkare än hos olivbröstad parakit.

## Utbredning och systematik
Fågeln förekommer enbart på Hispaniola. Den behandlas som monotypisk, det vill säga att den inte delas in i några underarter. Tidigare inkluderades den utdöda puertoricoparakiten (P. maugei) som underart.

### Släktestillhörighet
Hispaniolaparakiten placerades tidigare i släktet Aratinga, men genetiska studier visar att arterna som traditionellt placeras där inte är varandras närmaste släktingar. Aratinga har därför delats upp i flera mindre släkten, där hispaniolaparakiten med släktingar lyfts ut till Psittacara.

## Status och hot
Hispaniolaparakiten har ett litet och fragmenterat utbredningsområde. Även världspopulationen är liten, bestående av uppskattningsvis endast 1 500–7 000 vuxna individer. Den tros också minska i antal till följd av habitatförlust och fångst för burfågelindustrin. Den är därför upptagen på internationella naturvårdsunionen IUCN:s röda lista över hotade arter, kategoriserad som sårbar (VU).